# Паниагуа, Адриана
Адриа́на Мари́я Паниагуа Кабре́ра (исп. Adriana María Paniagua Cabrera; род. 24 ноября 1995, Чинандега) — никарагуанская модель, победительница конкурса красоты «Мисс Никарагуа 2018», благодаря чему участвовала в международном конкурсе «Мисс Вселенная 2018».

## Биография
Адриана Паниагуа родилась 24 ноября 1995 года в Чинандеге.
В 2011 году, в возрасте 15 лет, Адриана выигрывала конкурсы красоты, среди которых были «Мисс подросток Никарагуа» и «Мисс подросток Интернешнл».
В мае 2018 года Паниагуа стала победительницей национального конкурса красоты «Мисс Никарагуа». Победа в национальном конкурсе красоты позволила Адриане участвовать в международном конкурсе красоты «Мисс Вселенная 2018», который проходил в Бангкоке. По итогам конкурса Адриана не вошла в топ-20.
В июне 2018 года Паниагуа открыто в своём аккаунте в Instagram писала посты в поддержку задержанных на массовых протестах, которые проходили против социальной политики президента Даниэля Ортеги. Адриана высказалась также о проблеме свободы слова и прав женщин в стране.